# Ammobates rufiventris
Ammobates rufiventris är en biart som beskrevs av Pierre André Latreille 1809. Ammobates rufiventris ingår i släktet Ammobates och familjen långtungebin. Inga underarter finns listade i Catalogue of Life.